# Los Intocables (equipo de investigación)

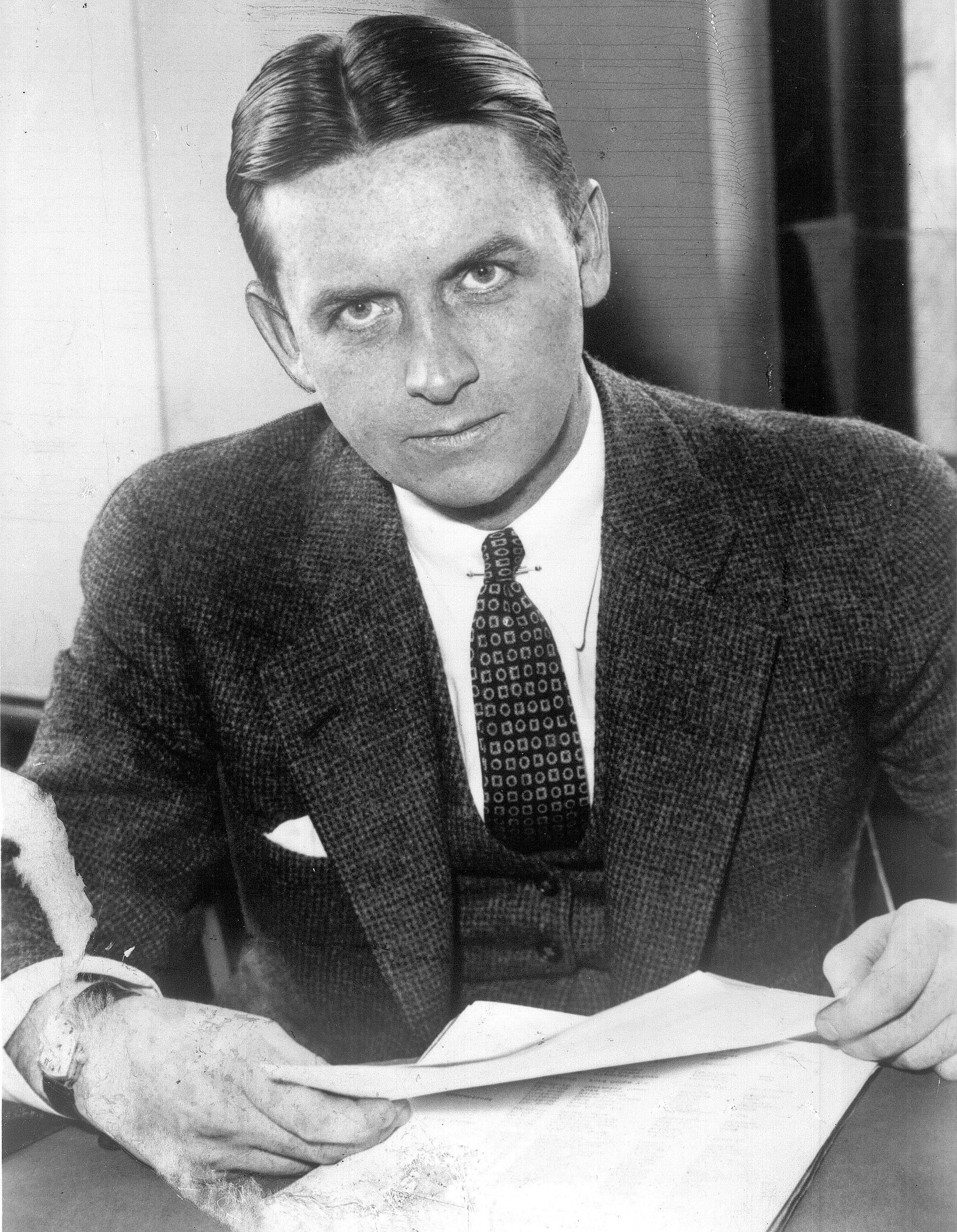
Eliot Ness.

Los Intocables es el nombre con el que se conoce popularmente a un grupo de 11 agentes federales estadounidenses liderados por Eliot Ness, que, entre 1929 y 1931, trabajó para terminar con las actividades ilegales de Al Capone, principalmente haciendo cumplir la ley de prohibición y el pago de impuestos. En su actuar, llegaron a ser legendarios debido a su incorruptibilidad y actitud temeraria, ganándose por tanto el sobrenombre de Los Intocables.

## Miembros
Debido al alto grado de corrupción a nivel de la policía y las unidades de investigación de Chicago, Eliot Ness buscó a través de todas las unidades para crear un equipo confiable. El grupo inició con 50 miembros, número que se redujo gradualmente hasta llegar a solamente 11 hombres.
El grupo final estaba compuesto por los siguientes 11 hombres:
- Martin J. Lahart, amigo cercano de Ness. Habían trabajado juntos en varias investigaciones.
- Samuel M. Seager, primeramente oficial del "corredor de la muerte" de la Prisión de Sing Sing.
- Bernard V. Cloonan, un rudo oficial irlandés de calle, con experiencia en investigaciones.
- Lyle Chapman, investigador que había sido jugador de fútbol americano en la Universidad Colgate de Pensilvania.
- Thomas Friel, originalmente soldado en el estado de Pensilvania.
- Joseph Leeson, experto conductor especialista en persecuciones.
- Paul W. Robsky, piloto e intrépido incursionista de Carolina del Sur. (Más tarde colaboró con Oscar Fraley, como lo había hecho Ness en Los intocables antes que él, en El último de los intocables, un relato muy ficticio de la investigación de Capone).
- Michael King, talentoso agente encubierto y el más joven de la escuadra.
- William Gardner, exjugador profesional de fútbol americano y nativo americano de la tribu Ojibwa. Era el miembro de edad más avanzada con 50 años.
- Jim Seeley, ex-investigador privado, habría colaborado con la escuadra pero no hay evidencia.
- Albert H. Wolff, oficial de control de la Prohibición, que se habría incorporado con posterioridad.

Otros miembros:
- Warren E. Stutzman, un ex-oficial de policía de Pensilvania.
- Roberto D. Sterling, agente de la Prohibición  y el mayor de la escuadra, que estuvo tres semanas activo.
- Carl Hambach, el último en retirarse. Un veterano que se ganó el sobrenombre de "Mr. Alcohol Tax", y que puso a Al Capone en el tren a Alcatraz.
- Don L. Kooken, descripto por Ness como "un trampero y un experto tirador". Su obituario lo describió como el "último Intocable".